# Kellosaari
Kellosaari était une île d'Helsinki, rattachée par comblement à Ruoholahti dans les années 1910.

## La centrale électrique de Kellosaari
La centrale électrique de Kellosaari de la société Helsingin Energia est mise en service en 1974. Elle fonctionne avec deux unités de Turbine à gaz au fioul qui produisent 118 mégawatts. Elle ne sert que pour les besoins d'appoint.